# Guilhem de Anelier

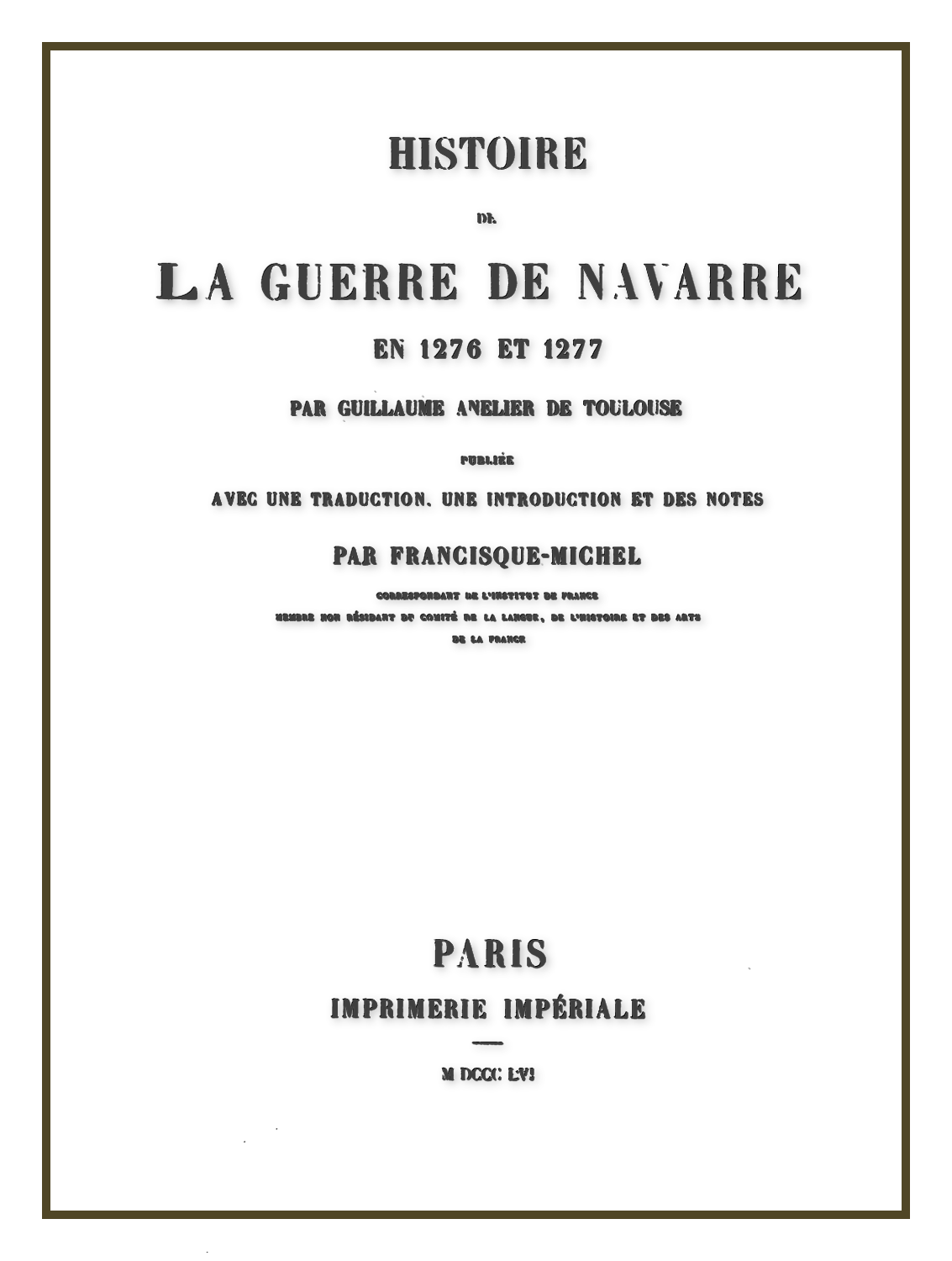

Guilhem de Anelier, o Guillermo de Anelier, fue un trovador provenzal nacido en Toulouse en el siglo XIII y fallecido en Pamplona hacia 1291. Es conocido por haber escrito La guerra de Navarra, un poema épico en idioma provenzal que describió los hechos de la Guerra de la Navarrería de 1276, una crónica que delataba su parcialidad respecto al francés. Él mismo participó en alguna de las batallas.
Se sabe que era natural de Toulouse porque lo declara en la línea antepuesta al texto del poema: Guillelmus Anelier de Tolosa me fecit.
En los versos del canto LXXVIII vuelve a aparecer por su nombre una vez más dejando constancia de su propia participación en los hechos:

E dadonc anet s´en la En Guillem Anelers

Ben armatz, car el era de lançar esquerers;

E fy apportar peyras e´n loguet .ij. feyssers

E pres l´escut el col e me se tot prumers,

E secodet las peyras contra ´ls trach(r)s guerrers
Y entonces marchó el señor Guillermo de Anelier 

bien armado, porque era zurdo en el lanzamiento

y mandó traer piedras a dos mozos de servicio

y se puso el escudo sobre el cuello y se adelantó el primero

y arrojó las piedras a los guerreros traidores.
Canto LXXVIII 